# پیتزو کرامالینا
پیتزو کرامالینا (به لاتین: Pizzo Cramalina) یک کوه در سوئیس است که در کانتون تیچینو واقع شده‌است. پیتزو کرامالینا ۲٬۳۲۲ متر بالاتر از سطح دریا واقع شده‌است.